# Michelle Arturo Castro
Michelle Arturo Castro (Città del Messico, 9 aprile 1989) è un ex calciatore messicano, di ruolo centrocampista.

## Caratteristiche tecniche
Occupa generalmente il ruolo di centrocampista centrale. Il piede di calcio è il destro.

## Carriera
Prodotto delle giovanili dei Pumas, nelle quali arriva a 15 anni, il suo esordio in prima squadra avviene alla prima giornata dell'apertura 2011, il 24 luglio contro il San Luis, quando subentra al 76º minuto a Martín Bravo. Nella giornata successiva contro il Morelia, alla sua seconda uscita con la prima squadra, viene espulso per un calcio rifilato a Marvin Cabrera, 12 minuti dopo aver rilevato Eduardo Herrera. Scontata la squalifica contro il Monterrey, torna in campo alla quarta giornata e subentra nelle partite contro Chivas, Santos, Puebla e Cruz Azul. Nelle seguenti 5 partite non viene utilizzato, poi rientra alla 14ª giornata contro l'Atlas, giocando tutte le ultime 5 partite del torneo, compresa quella da titolare contro i Jaguares alla penultima di campionato. I Pumas per un punto non ottengono l'accesso alla fase finale del torneo.

## Statistiche

### Presenze e reti nei club
Statistiche aggiornate all'8 febbraio 2011.
| Stagione  | Squadra | Campionato | Campionato | Campionato | Coppe nazionali | Coppe nazionali | Coppe nazionali | Coppe continentali | Coppe continentali | Coppe continentali | Totale | Totale |
| Stagione  | Squadra | Comp       | Pres       | Reti       | Comp            | Pres            | Reti            | Comp               | Pres               | Reti               | Pres   | Reti   |
| --------- | ------- | ---------- | ---------- | ---------- | --------------- | --------------- | --------------- | ------------------ | ------------------ | ------------------ | ------ | ------ |
| 2007-2008 | Pumas   | SD         | 27         | 3          | -               | -               | -               | -                  | -                  | -                  | 27     | 3      |
| 2008-2009 | Pumas   | -          | -          | -          | -               | -               | -               | CCL                | 0                  | 0                  | 0      | 0      |
| 2009-2010 | Pumas   | -          | -          | -          | -               | -               | -               | CCL                | 0                  | 0                  | 0      | 0      |
| 2010-2011 | Pumas   | SD         | 11         | 3          | -               | -               | -               | SL                 | 0                  | 0                  | 11     | 3      |
| 2011-2012 | Pumas   | PD         | 15         | 0          | -               | -               | -               | CCL                | 4                  | 0                  | 2      | 0      |
| Totale    | Totale  | Totale     | 53         | 6          |                 |                 |                 |                    | 4                  | 0                  | 57     | 6      |